# François II Foliot
François II Foliot, de son vrai nom François Toussaint Foliot, né en 1748 à Paris où il est mort le 6 janvier 1839, est un menuisier en sièges.